# شبرية

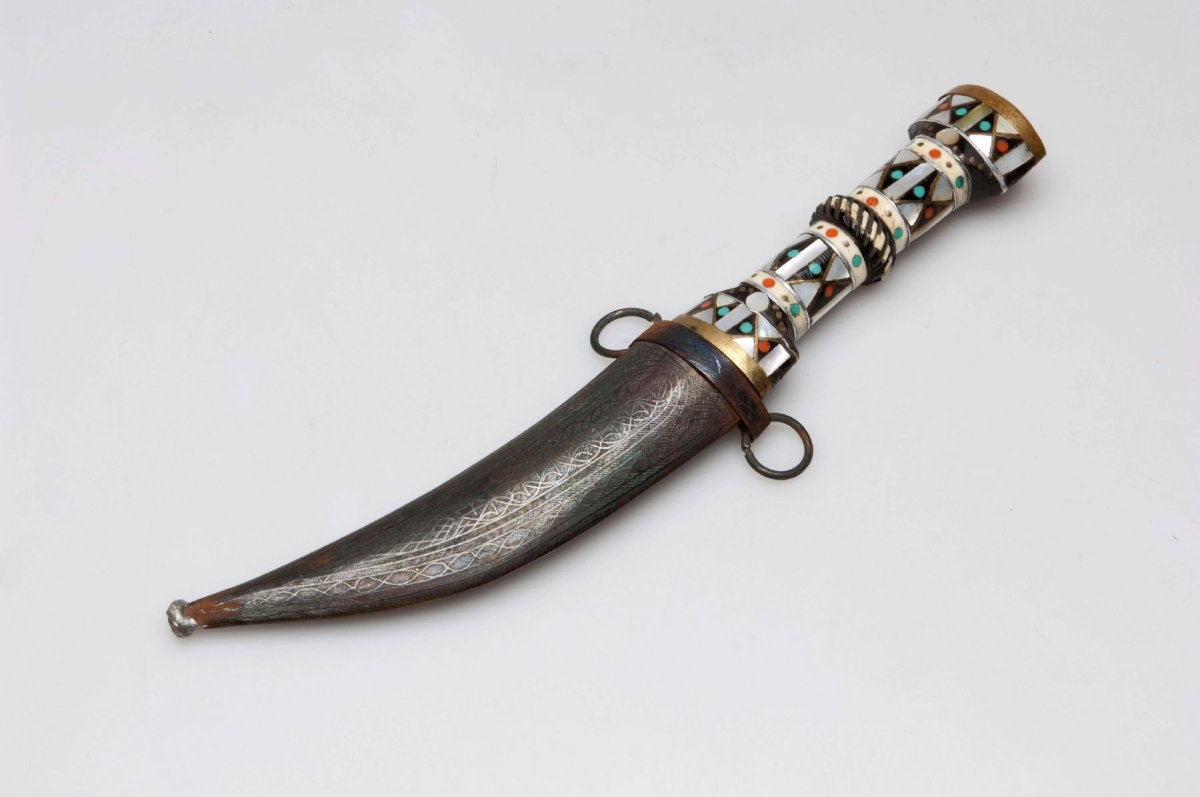
شبرية تراثية من سوريا في متحف في هولندا، مقبضها مصنوع من عرق اللؤلؤ والنحاس والعظم.

الشِّبْرِيَّة (جمعها شِبْرِيَّات وشَبَارِيْ) هي خنجر قصير غير معقوف النصل من الأسلحة البيضاء العربية التقليدية في بلاد الشام وشمال الجزيرة العربية، وسُميت كذلك نسبةً إلى طول نصلها الذي بطول شبر اليد، مما يعني بأن طول نصلها بحدود 10سم. تُسمى أحياناً بالجنبية كذلك. للشبرية قيمة تراثية، ويحرص بعض الناس على اقتنائها في الأردن، خصوصاً وأنها من الزي التراثي للرجل، وصارت من أجزاء الزي الرسمي للحرس الملكي الأردني وقوات الباديّة في الأردن.

## الوصف

شبريّة من العهد العثماني مصنوعة من الذهب والفضة، ومرصعة بأربعين ياقوتة

تتميز الشبرية عن الخنجر بكون نصلها مستقيم غير معقوف، لها مقبض ونصل حاد من الجهتين ومدبب وهي دائماً بغمد مرصع بخرز من ألوان مختلفة كمقبضها. كان الرجال يرتدونها بوسط الجناد أو المجند (أي الحزام الذي يحمل الرصاص) أوعلى الجهة اليمنى من الخصر وتكنى حينها بالجنبية لأنها تُلبس على جنب الجسد.
في سوريا، تشتهر صناعتها كقطعة تراثيّة ومنها الشبرية المجدلانية، نسبةً إلى قرية مجدل شمس المحتلة. بينما في الأردن، يشتهر منها نوعان تبعاً لصانعها، فمنها شباري المحيسن، وشباري الهوشان. بينما كان بفلسطين نوع يسمى بالشبريّة الترشحانية نسبةً إلى بلدة ترشيحا قرب عكا. وعادة ما تحمل كل شبرية على نصلها جهة المقبض ختماً دائرياً يحمل اسم الصانع وسنة صنعها. في الماضي، كانت صناعة الشباري مقتصرة على الصنَّاع وهم طائفة من الناس الحرفيين الذين يصنعون الشباري والسيوف للبدو الذين كانوا يترفعون عن العمل بالصناعة، وكذلك كان ولازال يصنعها الغجر في الأردن. كان الرجال بفلسطين والأردن يرتدونها دائماً، وخصوصاً رجال القبائل، كما هو الحال مع الخنجر في اليمن وعُمان. بينما يذكر الباحث سيد علي شتا بأن بعض النساء كن يتحزمن بالشباري في بعض مناطق السعودية.

## في تراث قبائل الأردن

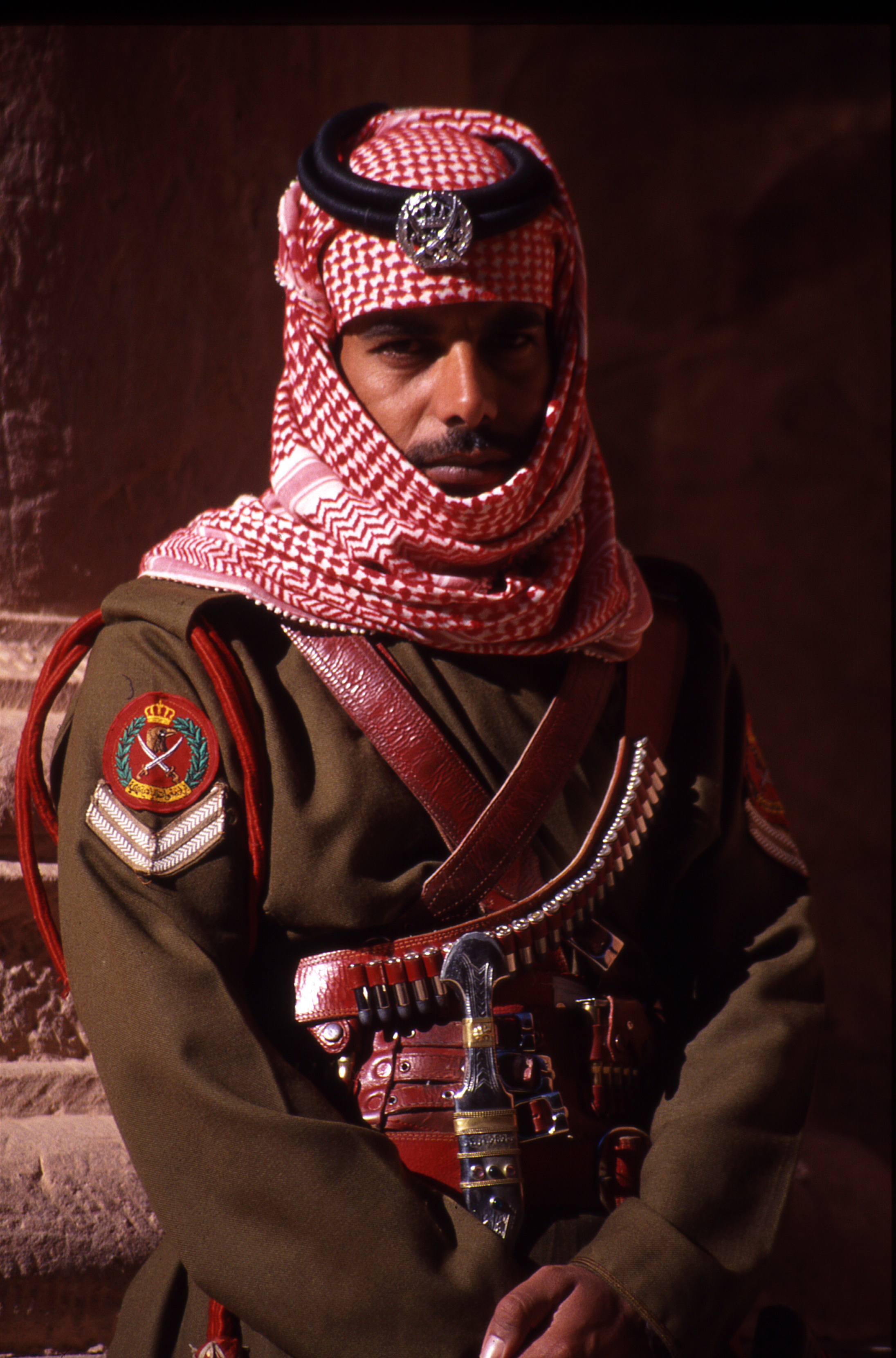
الشَّبرِيَّة هي خنجر غير معقوف وهي من أسلحة شرطة الباديّة في الأردن

تراثياَ في الأردن، تُعتبر الشبرية من لباس الرجل، تماماً كمرتبة الخنجر في عُمان والجنبية في اليمن، إذ كان يقال تاريخياً زينة الرجال سلاحهم، ولازال أبناء البادية والمدن يحرصون على امتلاكها.
في القضاء العشائري، في شمال الجزيرة العربية وسيناء والعراق وبلاد الشام، وتحديداً في الأردن، كان يتم استخدام الشبرية في تحديد درجة القرابة بين الأشخاص والقاتل لكون الحكم يتبع نظام الخمسة، والخمسة هم كل أقارب الرجل إلى الجد الخامس، ويكون رجال خمسة القاتل مسؤولين عن دفع الديّة أو الجلاء من منطقة خمسة القتيل الذين يطلبون بدورهم الثأر عرفاً. وتسمى عملية عد الأجداد في التراث الأردني بلفظ المعادد (أي فعل التعداد باللهجة البدويّة). ويكون القصد من هذا التعداد معرفة درجة القرابة بطريقة رمزية، حيث يرمز لكل أب وجد بأصبع، ويكون نسل الخمسة الممثلون بالأصابع التي تحمل الشبريّة مشتركون بالدم (يثأرون من القاتل أو يدفعون الديّة).
وفي التراث الأردني يكون لنصل الشبرية شكلان، الأول الأملس الحاد وتستخدم لذبح وسلخ والشياه. بينما يكون الشكل الآخر مثلماً (أي يحتوي على ثُلم) وثلم الشبرية، والسيف، كسرٌ يُحدث بنصلها وإذا تثلم السلاح تحول كأنه منشار، وكان من يثلم الشبرية يقصد بها القتل كون جرح النصل المثلم صعب الالتئام.

## الشبرية وفلسطين

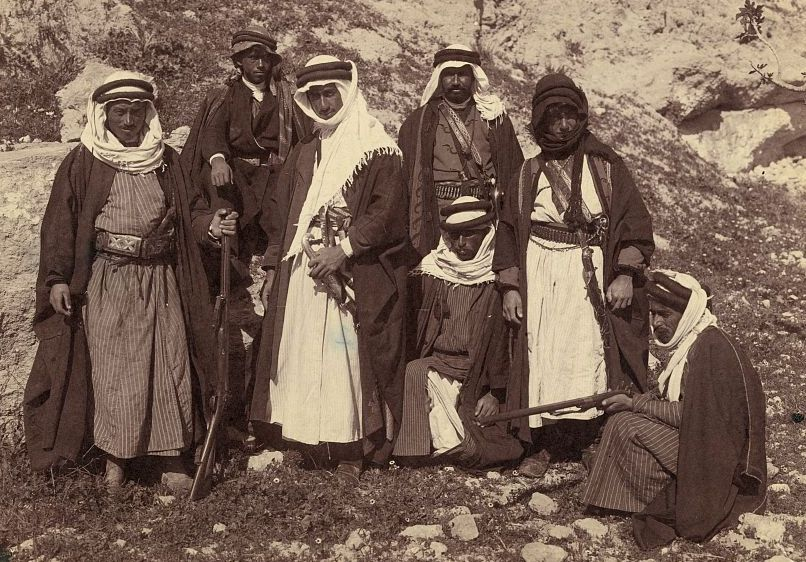
مجموعة من الرجال بالقرب من القدس في فلسطين، بالإضافة للسيوف والبنادق، لاحظ الشبرية التي يرتديها الرجل على يسار الصورة (1900-1910)

تذكر المصادر بأن سلطات الانتداب البريطانية منعت بوقت ثورة فلسطين 1936 الرجال من حمل السلاح ومن ضمنه الشباري وأوقعت عقوبة على كل من يحملها. وللشبرية دلالة في التراث الشعبي الفلسطيني، حيث ترد في أهازيج زفات الأعراس، من مثل: 
ومن الأمثلة الأخرى على ورود الشبريّة في الشعر الفلسطيني، ما يرد بقصيدة «وجع المزمار البلدي» للشاعر سميح القاسم: 
أعرف من أين،
وجع المزمار البلدي
يا قصراً مهجورا
ترقص في ردهته البومة
يا شاعر شعب، في شفتيه
مرثاة ملغومة
يا شبريات تقطع في رئتين
يا سرطاناً ينهش في كبد

## في الإعلام

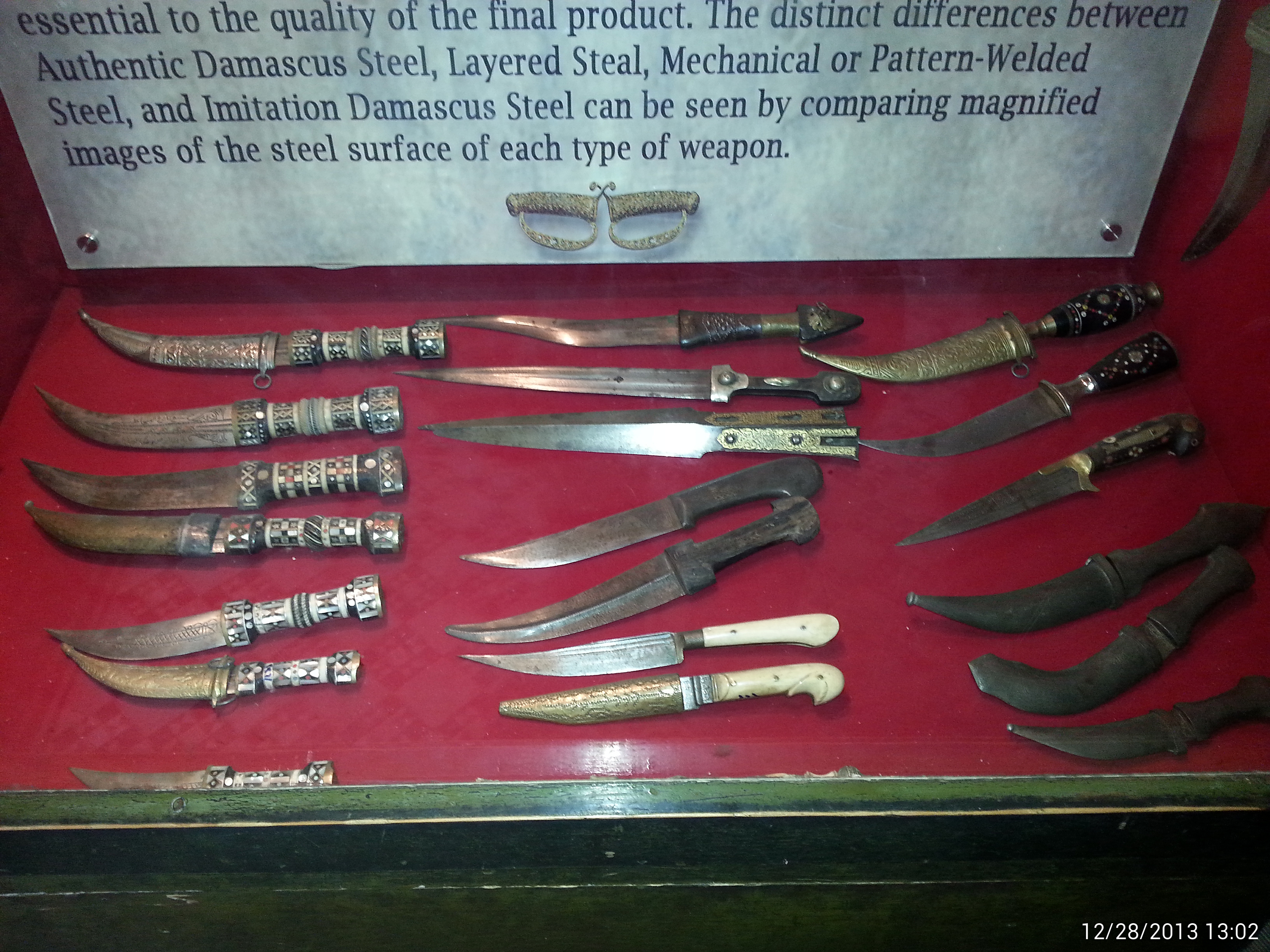
مجموعة من الخناجر الدمشقية الأثرية، بعضٌ منها شباري

تظهر الشبريّة كقطعة من أزياء الشخصيَّات في العديد من المسلسلات الدمشقية (الشامية) والبدوية، ومنها:
- شخصية أبو عنتر: بانتاجات صح النوم (المسلسل والفيلم) التي مَثّل بها ناجي جبر شخصية أبو عنتر القبضاي، تكون الشبرية جزءاً من عناصر شخصيته ويسمى أبو عنتر في المسلسل أحياناً بضَرَّاب الشباري.[13]

- مسلسل أيام شاميّة: تظهر الشبرية جزءاً من أزياء الممثلين الذكور وخصوصاُ شخصية (سيفو) التي أدَّاها ناجي جبر وهي شخصية تعتبر امتداداً لشخصية أبو عنتر وإن كانت أكثر عمقاً.[14]
- سلسلة باب الحارة: يستخدم كُتَّاب المسلسل ثيمة الشبرية بإفراط بأكثر من حبكة في أجزاء المسلسل

- مسلسل عيلة ست نجوم: عنوان الحلقة الثانية والعشرون الشبرية وتدور أحداثها حول جريمة قتل باستخدام شبرية